# Harish Raghavendra
Harish Raghavendra (Chennai, 7 de enero de 1976) es un cantante y actor indio.
Es hijo del fotógrafo P. V. Raghavendran. Es más conocido por sus temas musicales de éxito como Hey Azhagiya Theeyee de Minnale, Nirpadhuve Nadapadhuve de Barathi, Devathayai Kanden de Kadhal Kondein, Sakkarai Nilave de Youth, Melliname Melliname de Shah Jahan y Anbe Enn Anbe de Dhaam Dhoom. También ha debutado como actor para películas del cine tamil. Debutó como actor protagonizando la película Vikadan, dirigida por el director de cine Arun Pandiyan. También interpretó un personaje en la película Thirupathi, escrita y dirigida por Perarasu.

## Bandas sonoras
Tamil
| Canción                       | Película                    | -                   | "Aagaya Sooriyanai" | Samurai | Harris Jayaraj |
| "Anbe Anbe"                   | Idhu Kathirvelan Kadhal     | Harris Jayaraj      |                     |         |                |
| "Anbe En Anbe"                | Dhaam Dhoom                 | Harris Jayaraj      |                     |         |                |
| "Aval Kanna Paarthaa"         | Charlie Chaplin (film)      | Bharani             |                     |         |                |
| "Azhage Brammanidam"          | Devathaiyai Kanden          | Deva                |                     |         |                |
| "Azhagiya Theeye"             | Minnale                     | Harris Jayaraj      |                     |         |                |
| "Chella Nam Veetuku"          | Poovellam Un Vasam          | Vidyasagar          |                     |         |                |
| "Chennai Senthamizh"          | M. Kumaran S/O Mahalakshmi  | Srikanth Deva       |                     |         |                |
| "Chinna Ponnu Selai"          | Mambattiyan                 | S. Thaman           |                     |         |                |
| "Desingu Raja"                | Dum Dum Dum                 | Karthik Raja        |                     |         |                |
| "Devadhaiyai Kanden"          | Kadhal Kondein              | Yuvan Shankar Raja  |                     |         |                |
| "Engirunthai Naan"            | Winner                      | Yuvan Shankar Raja  |                     |         |                |
| "En Nenjil"                   | Dheena                      | Yuvan Shankar Raja  |                     |         |                |
| "Ennenna Seidhom"             | Mayakkam Enna               | G. V. Prakash Kumar |                     |         |                |
| "Gundu Malli"                 | Solla Marandha Kadhai       | Ilaiyaraaja         |                     |         |                |
| "Idhu Porkalama"              | 7G Rainbow Colony           | Yuvan Shankar Raja  |                     |         |                |
| "Ival Yaro"                   | Padam Paarthu Kadhai Sol    | Ganesh Raghavendra  |                     |         |                |
| "Kaal Koluse"                 | Anbe Vaa (2005)             | D. Imman            |                     |         |                |
| "Kadhal Enbadhu"              | Oru Kalluriyin Kathai       | Yuvan Shankar Raja  |                     |         |                |
| "Kadhal Vanoli"               | Album                       | Karthik Raja        |                     |         |                |
| "Kadhaliye"                   | Jithan                      | Srikanth Deva       |                     |         |                |
| "Kanaa Kaanum Kaalangal"      | 7G Rainbow Colony           | Yuvan Shankar Raja  |                     |         |                |
| "Kannum Kannumthaan"          | Thirupachi                  | Mani Sharma         |                     |         |                |
| "Kaattrukku Kaattrukku"       | Thulluvadho Ilamai          | Yuvan Shankar Raja  |                     |         |                |
| "Kishu Kishu Manusha"         | Giri                        | D. Imman            |                     |         |                |
| "Krishna Krishna"             | Dum Dum Dum                 | Karthik Raja        |                     |         |                |
| "Manasukulle Dhaagam"         | Autograph                   | Bharathwaj          |                     |         |                |
| "Mazhai Peyyum"               | Renigunta                   | Ganesh Raghavendra  |                     |         |                |
| "Melliname"                   | Shahjahan                   | Mani Sharma         |                     |         |                |
| "Minsaram En Meedhu"          | Run                         | Vidyasagar          |                     |         |                |
| "Mudhal Kanave"               | Majunu                      | Harris Jayaraj      |                     |         |                |
| "Nenjai Poopol"               | Minnale                     | Harris Jayaraj      |                     |         |                |
| "Nenje Nenje"                 | Ayan                        | Harris Jayaraj      |                     |         |                |
| "Nenjil Nenjil"               | Engeyum Kadhal              | Harris Jayaraj      |                     |         |                |
| "Nirpathuve Nadapathuve"      | Bharathi                    | Ilaiyaraaja         |                     |         |                |
| "Noothanaa Nee"               | Karka Kasadara              | Prayog              |                     |         |                |
| "Oh Muhalai Muhalai"          | Arasatchi                   | Harris Jayaraj      |                     |         |                |
| "Oomai Paadum"                | Vikadan                     | Jerome Pushparaj    |                     |         |                |
| "Oru Murai Iru Murai"         | Kalavani                    | S. S. Kumaran       |                     |         |                |
| "Oru Poo Pookiradhu"          | Mathil Mel Poonai           | Ganesh Raghavendra  |                     |         |                |
| "Poove Mudhal Poove"          | Kadhal Kirukkan             | Deva                |                     |         |                |
| "Poove Poove Yeno"            | Hogenakkal                  | Saran Prakash       |                     |         |                |
| "Poove Vaai Pesum"            | 12B                         | Harris Jayaraj      |                     |         |                |
| "Raththa Kanneer"             | Neerparavai                 | N.R. Raghunanthan   |                     |         |                |
| "Sakkarai Nilave"             | Youth                       | Mani Sharma         |                     |         |                |
| "Sollavum Mudiyala"           | Thirupathi                  | Bharathwaj          |                     |         |                |
| "Thirudiya Idhayathai         | Paarvai Ondre Podhume       | Bharani             |                     |         |                |
| "Thottu Thottu"               | Kadhal Kondein              | Yuvan Shankar Raja  |                     |         |                |
| "Thozhiya En Kadhaliya"       | Kadhalil Vizhunthen         | Vijay Antony        |                     |         |                |
| "Vaa Maasakatre"              | Kurumbu                     | Yuvan Shankar Raja  |                     |         |                |
| "Vaanam Thoovum Poo"          | Punnagai Poove              | Yuvan Shankar Raja  |                     |         |                |
| "Vaarthai Thavari"            | Charlie Chaplin (film)      | Bharani             |                     |         |                |
| "Vaa Sagi Vaa Sagi"           | Arasiyal                    | Vidyasagar          |                     |         |                |
| "Vasantha Sena Vasantha Sena" | Shree                       | T.S Muralidharan    |                     |         |                |
| "Vizhigalil Vizhigalil"       | Thiruvilaiyaadal Aarambam   | D. Imman            |                     |         |                |
| "Whistle Adikkum"             | Whistle                     | D. Imman            |                     |         |                |
| "Yamini Yamini"               | Yai Nee Romba Azhaga Irukey | Arvind-Shankar      |                     |         |                |
| "Yaarivalo Yaarivalo"         | Vikadan                     | Jerome Pushparaj    |                     |         |                |
| "Yedho Ondru"                 | Lesa Lesa                   | Harris Jayaraj      |                     |         |                |
| "Yeh Nenje"                   | April Mathathil             | Yuvan Shankar Raja  |                     |         |                |
| "Mudhal Kadhal"               | DiscoverME                  | Tiban               |                     |         |                |

## Carrera en actuación
| N.º | Año  | Título     | Personaje            | Coestrellas                                                                                 | Director     | Idioma | Notas               |
| --- | ---- | ---------- | -------------------- | ------------------------------------------------------------------------------------------- | ------------ | ------ | ------------------- |
| 01  | 2003 | Vikadan    | Ram Mohan            | Arun Pandian, Gayathri Raghuraman, Nassar, Rekha, Venkat Prabhu, Radhika Chaudhari, Vijayan | Arun Pandian | Tamil  | Debut Film as Actor |
| 02  | 2006 | Thirupathi | Thirupathi's brother | Ajith Kumar, Sadha, Riyaz Khan                                                              | Perarasu     | Tamil  |                     |